# Charlotte (Teksas)
Charlotte – miasto w Stanach Zjednoczonych, w stanie Teksas, w hrabstwie Atascosa.